# Media Markt-Saturn Holding
A Media Markt és a Saturn a német Ceconomy (korábban: Metro) csoport tulajdonában lévő elektronikai termékeket árusító áruházlánc, Európa legnagyobb ilyen jellegű kiskereskedelmi hálózata. A cégcsoport két üzletláncból, a Saturnból és a Media Marktból áll.

## Magyarországon
1997. március 11-én jelent meg Magyarországon, a Europarkban található Media Markt üzletének megnyitásával. 2004. november 11-én a Saturn márkanév is megjelent hazánkban, az első Media Markt átépítésével, valamint a Mammutban kialakított új üzletben. 2012. november 1-jétől a magyarországi Saturn áruházakat egységesen Media Markt néven üzemeltetik tovább.

## A Saturn története

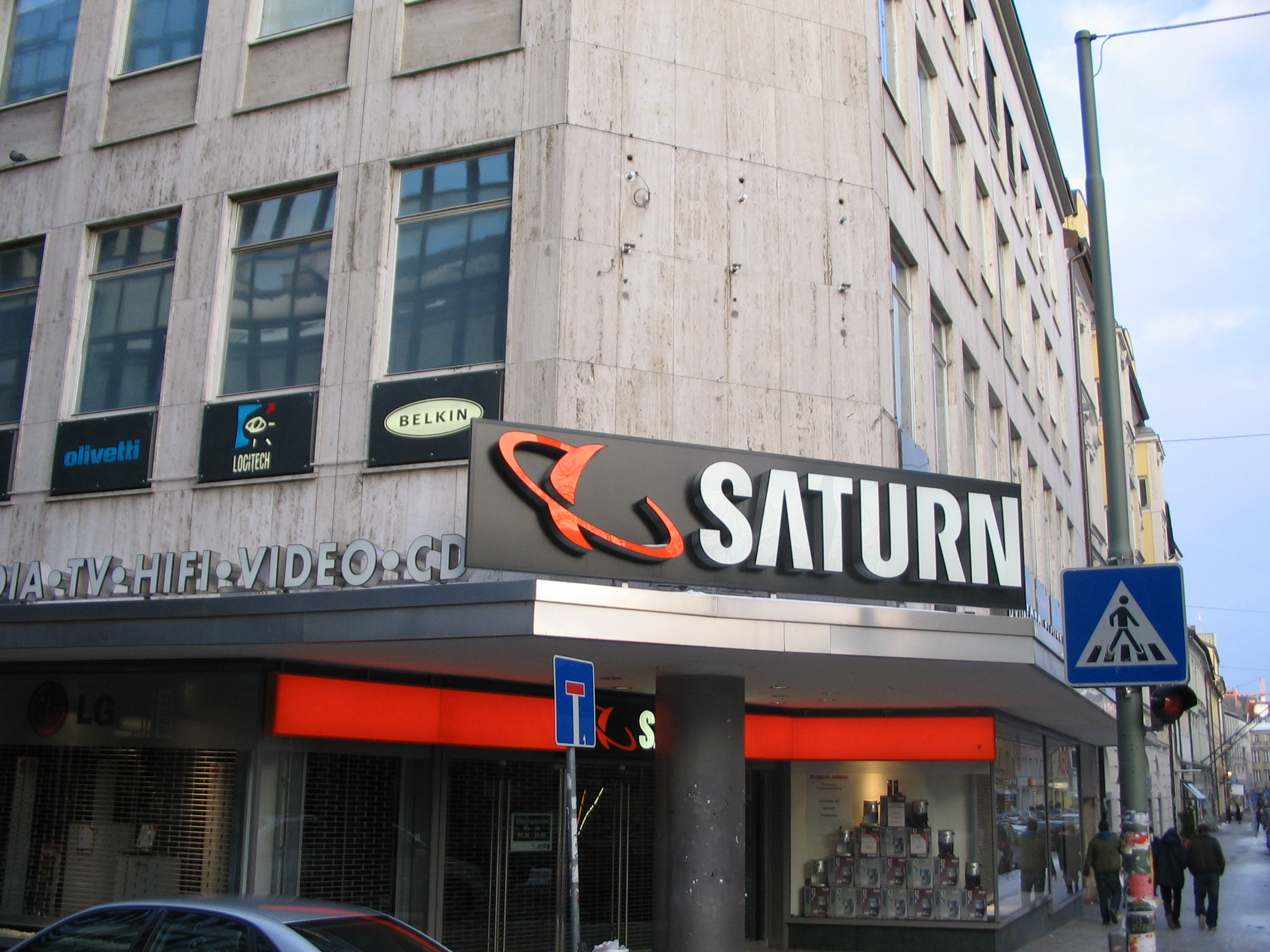
Saturn

1961 júliusában Friedrich Wilhelm és Anni Waffenschmidt megnyitották Saturn-Hansa néven kölni üzletüket, kizárólagosan az NSZK diplomatái számára.
1969-ben a Saturn megnyitotta első HIFI-bemutatótermét, ahol az egyes termékek egymással összehasonlíthatóvá váltak. Fontos változás volt, hogy az üzlet minden vásárló előtt megnyitotta kapuit. 1972 novemberében a Saturn megnyitotta lemezjátszó-osztályát, ahol 80 m²-en lehetett válogatni a hanghordozó eszközök közül. Ekkor jelent meg az önkiszolgálás, ami nagy sikert aratott. 1975-ben az üzletlánc már napi 60 ezer lemezt értékesített. 1981-ben nyitotta meg az NSZK legnagyobb videózás témájú üzletét (kamerák, kazetták stb.).
1985-ben nyíltak az első üzletek Kölnön kívül: Hannover és Frankfurt am Main városában is nyílt Saturn-üzlet.
1990-ben a későbbi Media Markt-Saturn-Holding GmbH felvásárolta a Saturn-Hansa Handels GmbH-t. A cégcsoport döntése alapján két márkanéven folytatta értékesítését: a Media Markt és Saturn, habár egy cégcsoporthoz kerültek, továbbra is egymás versenytársai maradtak. Kialakult az ún. „kétmárkás” modell.
1994-ben nyitott meg Ausztriában az első Saturn-üzlet, ezzel megkezdődött a Saturn nemzetközi terjeszkedése. 1999-ben Franciaországban debütált az üzletlánc. 2001-ben adták át a világ legnagyobb elektronikai témájú üzletét, a 18 ezer m²-es Saturn Mönckebergstrasse-i üzletét Hamburgban.
2002-ben vezette be a Saturn „Geiz ist Geil!” kampányát. 2004-ben a Saturn megnyitotta 100. németországi üzletét, valamint belépett a lengyel és magyar piacra. Magyarországon „A fukar mindenit!” néven kezdett kampányolni, a Shopmarkban és a Mammutban található üzletei pedig nagy sikerként jelentek meg.
2005-ben a terjeszkedés Spanyolországban folytatódott, 2006-ban Hollandiában, 2007-ben pedig Belgiumban. 2008-ban Görögország és Luxemburg piacán, 2009-ben Svájcban és Törökországban, 2010-ben Oroszországban jelentek meg.
A 2008-ban kezdődött gazdasági világválság erős hatással volt a kereskedelemre, így a műszaki termékek piacára is. 2012-ben felmerült a svájci Saturn-üzletek Media Marktba olvasztása, erről döntés még nem született. A cégcsoport márkaegységesítési terveit Magyarországon próbálta ki, ennek eredményeként a sikeres és ismert, de a Media Marktnál kevesebb üzlettel rendelkező Saturn 2012. november 1-jével beolvadt a Media Marktba.

## Saturn a világban

Saturn logója

- Lengyelország
- Franciaország
- Ausztria
- Németország
- Belgium
- Olaszország
- Hollandia
- Spanyolország
- Görögország
- Luxemburg

## Media Markt a világban

Media Markt logója

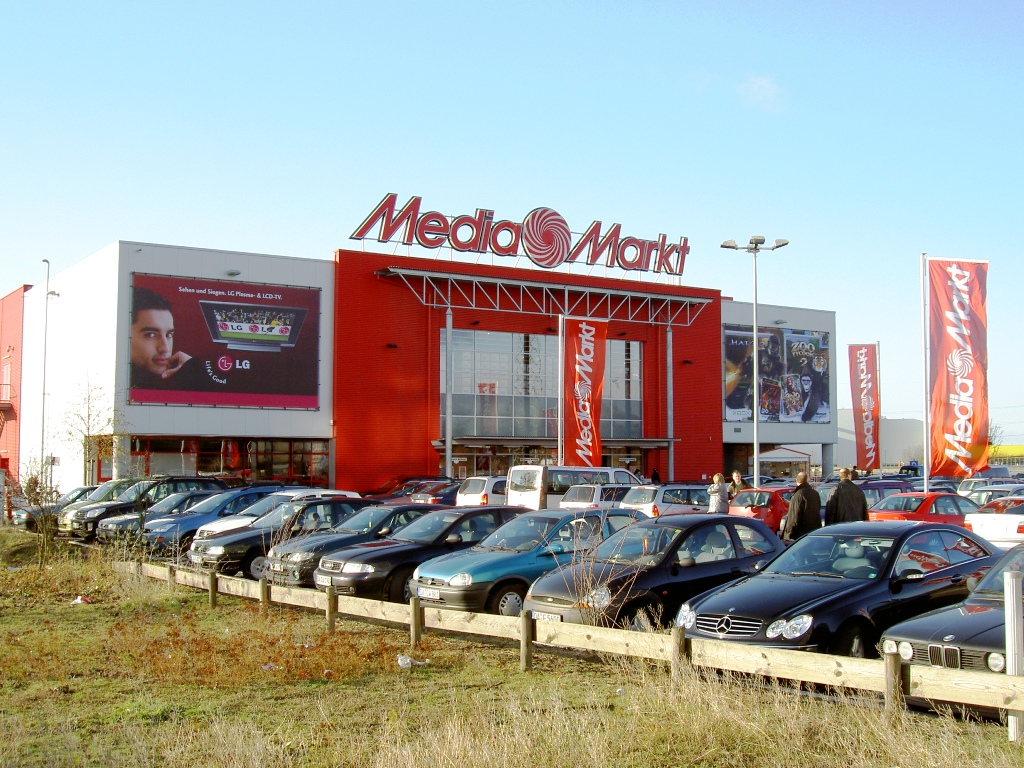
Media Markt

- Németország
- Ausztria
- Belgium
- Franciaország
- Törökország
- Spanyolország
- Oroszország
- Svájc
- Svédország
- Lengyelország
- Olaszország
- Görögország
- Portugália
- Hollandia
- Magyarország

## Szlogen
| Nyelv            | Szlogen                                              |
| ---------------- | ---------------------------------------------------- |
| Német            | Ich bin doch nicht blöd. (Nem vagyok hülye.)         |
| Baszk            | Ni ez naiz leloa! (Nem vagyok szlogen!)              |
| Katalán          | Jo no sóc tonto! (Nem vagyok hülye!)                 |
| Belgium; Holland | Ik ben toch niet gek! (Nem vagyok őrült!)            |
| Belgium; Francia | Je ne suis pas fou. (Nem vagyok bolond.)             |
| Görög            | Δεν ειμαι και κοροϊδο. (Nem viccelek.)               |
| Magyar           | Mert hülye azért nem vagyok!                         |
| Olasz            | Non sono mica scemo! (Nem vagyok hülye!)             |
| Lengyel          | Nie dla idiotów! (Nem való idiótáknak!)              |
| Portugál         | Eu é que não sou parvo! (Nem én vagyok, aki bolond!) |
| Spanyol          | ¡Yo no soy tonto! (Nem vagyok bolond!)               |
| Svéd             | Jag är ju inte dum! (Nem vagyok hülye!)              |
| Orosz            | настоящее из Германии (Az eredeti, Németországból.)  |

### Saturn
| Ország           | Szlogen                                                                          |
| ---------------- | -------------------------------------------------------------------------------- |
| Magyarország     | A fukar mindenit!                                                                |
| Belgium; Holland | Gierig is plezierig! (A kapzsiság jó móka!)                                      |
| Spanyolország    | ¡La avaricia me vicia! (A fukarság megront!)                                     |
| Lengyelország    | Żer dla skner! (A kapzsiság prédája!)                                            |
| Németország      | Wir lieben Technik! Wir hassen Teuer! (Szeretjük a technikát! Utáljuk a drágát!) |
| Ausztria         | Geiz ist geil! (A fukarság klassz!)                                              |